# آنری د ولف
آنری د ولف (انگلیسی: Henri De Wolf؛ ۱۷ اوت ۱۹۳۶ - ۱۲ ژانویهٔ ۲۰۲۳) دوچرخه‌سوار اهل بلژیک بود.